# Cichlidé émeraude
Hypselecara temporalis
Espèce
Le cichlidé émeraude (Hypselecara temporalis) est une espèce de poisson appartenant à la famille des cichlidés originaire d'Amérique du Sud.

## Description
Le cichlidé émeraude est plutôt trapu de couleur rouge avec des reflets verts. À l'âge adulte il peut atteindre 25 cm.
Les jeunes possèdent un patron de coloration assez terne, peu attrayant. C'est en prenant de l'âge qu'ils s'acquièrent leur coloration rougeâtre caractéristique.

## Présentation
Le cichlidé émeraude est  un cichlidé sud-américain bien connu des cychlidophiles. Son aire de distribution s'étend du Pérou jusqu'en Guyane, en passant par le Brésil.
La coloration générale est brune rougeâtre en fonction de l'humeur et de l'éclairage.
Les vieux mâles possèdent une légère bosse frontale.
Les spécimens maintenus en captivité atteignent vingt-cinq centimètres ; dans leur milieu naturel ils ne dépassent pas vingt centimètres

## Maintenance
Le cichlidé émeraude est un poisson calme, paisible et très sociable;
la cohabitation avec d'autres espèces sud-américaines de taille similaire ne pose pas de problèmes particuliers.
Le bac de maintenance doit être spacieux, pas moins de 700 litres (2 mètres de façade) .
Le décor des zones libres importantes pour la nage libre.
Hypselecara temporalis est très polluant, la filtration doit donc être conséquente (minimum trois fois le volume du bac par heure).

## Alimentation
Ces poissons mangent de tout, l'essentiel étant que les mets proposés soient adaptés ; un apport frais ou congelé est apprécié (crevettes, krill, etc.)

## Bac type
Cuve de 200 × 60 × 60 cm, soit 720 litres de volume brut.
Filtre à décantation externe d'un débit de 2 500 l/h.
La température est comprise entre 26 et 29 °C (deux thermoplongeurs de 300 watts chacun).
Décor composé de pierres et racines, quelques plantes résistantes peuvent être introduites (anubias par exemple).
population : 4 Hypselecara temporalis, 5 Myleus schomburgkii, 2 Hypostomus plecostomus.

## Reproduction
La ponte se déroule sur substrat découvert vertical/ voir oblique, car dans leur milieu naturel il y a trop de  sédiments  qui vont couvrir les œufs s'ils pondent sur une matière horizontal. Après un nettoyage minutieux de la surface choisie, la femelle dépose plusieurs centaines d'œufs, immédiatement fécondés par le mâle.
Lorsque le stade de nage libre est atteint (6 jours après l'éclosion), les alevins se déplacent en groupe compact.
Ils acceptent les nauplies d'artemias et les poudres du commerce.
La croissance est assez rapide.

## Répartition géographique
Hypselecara temporalis est originaire de la partie supérieure du bassin amazonien.